# Antoine Vũ Huy Chương
Antoine Vũ Huy Chương (ur. 14 września 1944 w Bến Thôn) – wietnamski duchowny rzymskokatolicki, w latach 2011–2019 biskup Ðà Lạt.

## Życiorys
Święcenia kapłańskie otrzymał 18 grudnia 1971 i został inkardynowany do diecezji Cần Thơ. Pracował głównie w diecezjalnym seminarium, był też redaktorem naczelnym diecezjalnego pisma.
5 sierpnia 2003 został mianowany biskupem Hưng Hóa, zaś 1 października 2003 przyjął sakrę biskupią. 1 marca 2011 został przeniesiony na urząd biskupa Đà Lạt (ingres odbył się 17 marca 2011).
14 września 2019 przeszedł na emeryturę.